# Battaglia di Mysunde
La battaglia di Mysunde del 2 febbraio 1864 fu la prima battaglia tra l'esercito alleato prusso-austriaco e l'esercito danese, durante la seconda guerra dello Schleswig. La forza di avanguardia prussiana, forte di 10 000 uomini, tentò di sfondare e aggirare le difese danesi a Danevirke, ma fu respinta dalla guarnigione fortificata e da due battaglioni dell'esercito danese.

## Premesse

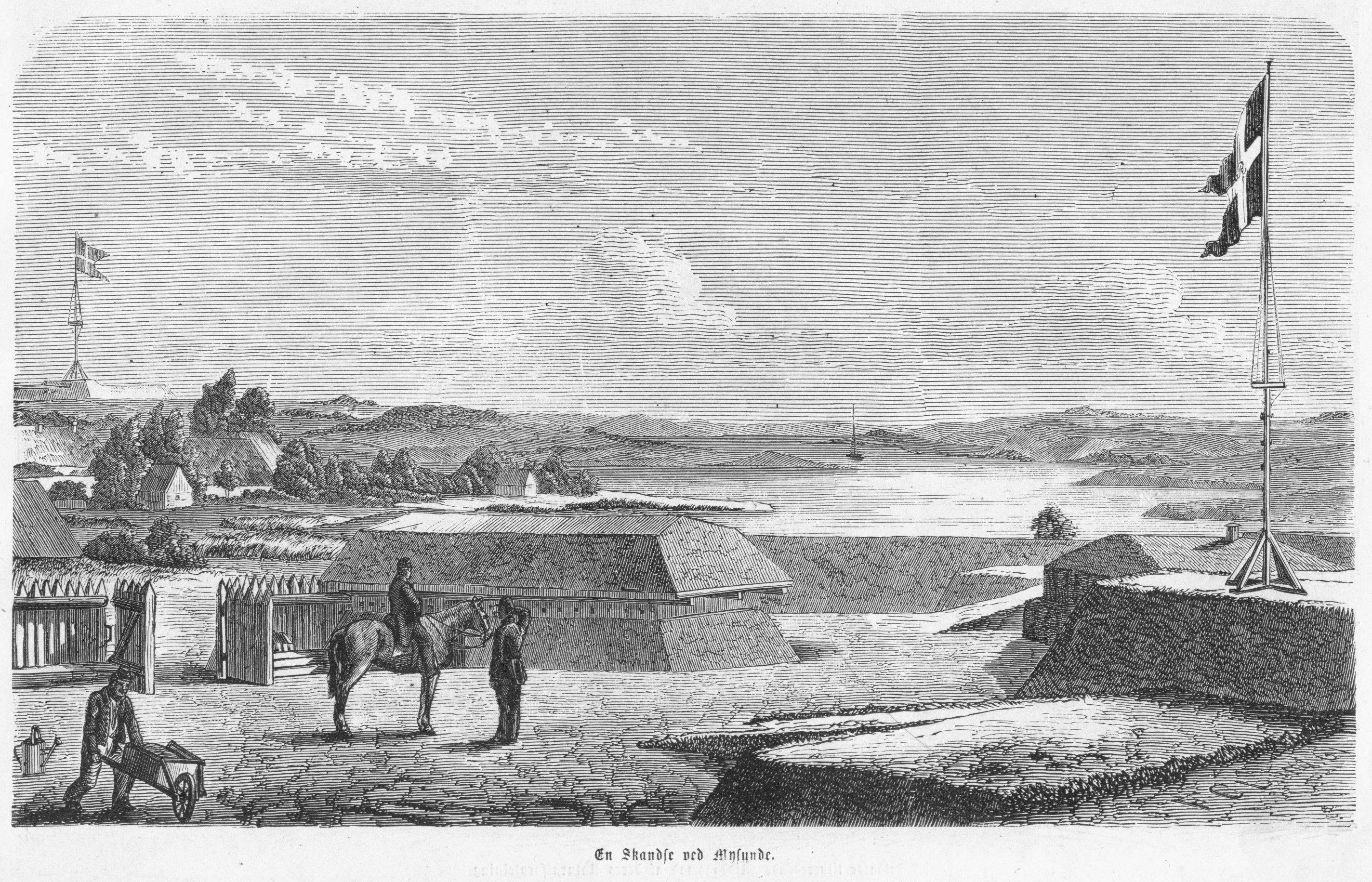
Fortificazione danese nei pressi di Mysunde.

L'opinione pubblica danese era ben conscia del pericolo di un'imminente guerra con gli alleati tedeschi che si sarebbe certamente combattuta presso il Danevirke. La preoccupazione era però stemperata da un'incrollabile fede nella quasi mitologica reputazione di impenetrabilità di questo sistema di fortificazione. In realtà questo storico sbarramento dei confini danesi era caduto in rovina. Le caserme per i soldati, le strade e la ferrovia di collegamento per il trasporto di materiale bellico non erano state ricostruite mentre gli ostacoli di fronte alle fortificazioni non erano stati posizionati. Di conseguenza, quando l'esercito danese entrò nelle posizioni a gennaio, aveva un enorme lavoro da fare, con in più il gelo invernale che rendeva estremamente difficile scavare e aveva ghiacciato e reso facilmente guadabili corsi d'acqua e torrenti che erano parte integrante della difesa ai fianchi dello sbarramento. Inoltre, la linea di fortificazioni a Danevirke era troppo lunga per essere adeguatamente difesa dai 38/40 000 uomini dell'esercito danese.
Mysunde era un piccolo villaggio di pescatori di circa due dozzine di abitazioni, sul lato sud dello Schlei. Era una parte delle fortificazioni orientali del Danevirke, ma la vera importanza della posizione era dovuta alla ristrettezza dello Schlei in questo punto. Questo significava che era uno dei pochi punti in cui il fianco orientale del Danevirke non era adeguatamente reso impenetrabile da ostacoli naturali. Di conseguenza, la difesa della posizione era di grande importanza strategica; un attraversamento del passaggio avrebbe permesso ai prussiani di aggirare e circondare le forze danesi a Danevirke, mentre gli austriaci avrebbero mantenuto i danesi bloccati nelle loro posizioni.
Alla fine di gennaio le temperature cominciarono a innalzarsi, innescando un iniziale disgelo; questo portava un certo ottimismo nelle file dell'esercito danese in quanto rendeva impossibile al nemico risalire le acque su entrambi i lati del Dannevirke. Lo stesso disgelo, tuttavia, faceva sì che il terreno diventasse fangoso, ostacolando ulteriormente le capacità di trasporto dell'esercito danese.

## Le operazioni della mattina
Il I corpo prussiano, sotto il principe Federico Carlo di Prussia, aveva iniziato la sua avanzata alle 08:00 del mattino del 2 febbraio, con lo scopo di sorprendere le posizioni danesi a Kochendorf. Tuttavia, le manovre dei prussiani furono ben presto scoperte dall'esercito danese che non aveva alcun'intenzione di difendere Kochendorf e si era ritirato verso nord. Alle 8:45, le avanguardie riferirono che Kochendorf era nelle mani delle truppe prussiane. Immediatamente fu presa la decisione da parte del comando prussiano di continuare la marcia e catturare Mysunde. Tre brigate rimasero alla riserva, mentre il resto del corpo proseguì l'avanzata. Alle 10 il maggiore v. Krohn, comandante del battaglione fucilieri del 24º Reggimento era in vista delle posizioni danesi a Mysunde.
La posizione danese a Mysunde era essenzialmente composta da una serie di baluardi disposti intorno al villaggio. I due bastioni più importanti, denominati A e B, erano collocati ai lati della strada che da sud conduceva al paese. La posizione era difesa dal 6º Battaglione fortificato comandato dal capitano Hertel, che aveva a sua disposizione 20 cannoni e circa 100 uomini, oltre che il 1º Battaglione del 18º Reggimento. Il bastione A era dotato di 4 cannoni da 24 libbre e 4 da 12, mentre il bastione B ne aveva 4 da 24 e solo 2 da 12. Tutti i cannoni danesi erano del vecchio stile a canna liscia e ad avancarica, piuttosto che il più preciso cannone rigato a lungo raggio e a retrocarica utilizzato dai prussiani. La 3ª Brigata danese era accampata a 11 km a nord di Mysunde alla riserva.

## Gli scontri di fanteria iniziali
L'avanguardia prussiana era guidata da tre battaglioni di fucilieri del 13º, 15º e 24º Reggimento oltre che dal 1º Battaglione del 60º Reggimento e dal Battaglione cacciatori Westfalia. L'avanzata si imbatté in un avamposto danese nei pressi di Langsø approssimativamente attorno alle 10:30. Dopo un breve ma intenso scontro a fuoco, le truppe danesi si ritirarono indietro verso Mysunde.
La mattina del 2 febbraio fu caratterizzata da una fitta nebbia che rese estremamente difficile determinare i movimenti del nemico, e di conseguenza furono sparati solo un paio di colpi dai cannoni danesi contro i bastioni nei quali i prussiani si erano asserragliati a Mysunde. Alle 11:30, il 1º battaglione del 3º reggimento danese giunse a Mysunde sotto il comando del capitano Arntz e, con uno squadrone di dragoni, le truppe danesi effettuarono una ricognizione di fronte ai bastioni. Un migliaio di passi di fronte a questi, si imbatterono nei battaglioni di fucilieri prussiani del 15º e 24º reggimento e si trovarono sotto un intenso fuoco. Il tenente Hagemann del 24º reggimento divenne il primo ufficiale prussiano a rimanere ucciso; mentre il maggiore v. Krohn guidò il battaglione di fucilieri in un attacco alla baionetta che respinse la fanteria danese. Con diversi ufficiali feriti o uccisi, il capitano Arntz ordinò al suo battaglione di indietereggiare e prendere posizione attorno ai bastioni. Fu solo a questo punto che i comandanti danesi si resero conto che non erano di fronte a una semplice forza prussiana da ricognizione, ma a un assalto vero e proprio alle loro fortificazioni.
Dopo aver respinto con successo le tre compagnie del battaglione del capitano Arntz, i fucilieri prussiani continuarono la loro avanzata, occupando sul fianco destro una recinzione a soli cento metri dal bastione B e coprendo sull'altro una posizione centrale di fronte a quella danese da cui distava tra i 200 e i 250 metri. Un vivace scambio di fuoco iniziò quindi tra gli attaccanti prussiani e i difensori danesi, con scarsa protezione per entrambi gli schieramenti poiché le trincee erano in rovina. Le testimonianze danesi della battaglia descrivono come i soldati furono costretti a giacere per tutto il tempo con la loro pancia sul terreno gelato mentre continuava lo scambio di fuoco con i prussiani.

## Il duello di artiglieria
Attorno a mezzogiorno l'artiglieria prussiana aveva cominciato ad arrivare davanti Missunde e a distribuirsi lungo una cresta di fronte alla posizione schierando una batteria di 24 cannoni da 6 libbre e 24 obici. Alle 12:45 questa aprì il fuoco sui bastioni, seguita poco dopo da 16 cannoni aggiuntivi dell'artiglieria della riserva. Contando sulla superiorità numerica, il comando prussiano sperava di sopprimere o respingere le truppe di fortificazione danesi grazie al peso del fuoco di artiglieria.
Si sviluppò quindi un intenso duello di colpi tra i 20 cannoni danesi sui bastioni e i 64 cannoni prussiani sui crinali (una batteria prussiana riferì in seguito di aver sparato più di 300 volte). Tuttavia, la nebbia rese effettivamente impossibile individuare e raggiungere efficacemente le posizioni nemiche. Poiché il fumo dei cannoni si mescolava con la nebbia e oscurava ulteriormente le caratteristiche del terreno, gli artiglieri su entrambi i lati furono ben presto ridotti a mirare al loro obiettivo semplicemente facendosi guidare dai lampi di fuoco prodotti dai cannoni dei loro avversari.

## L'avanzata della fanteria prussiana
Dalle sue posizioni in trincea, la fanteria prussiana causò perdite significative tra gli artiglieri danesi, in particolare nel più esposto bastione B. Nel momento in cui l'artiglieria aprì il fuoco, alla 3ª brigata danese fu ordinato di rafforzare Mysund, ma essa era ancora troppo lontana per essere di aiuto. Due compagnie del 2º battaglione e del 3º reggimento, che erano di stanza sulla costa a nord-est del paese, furono quindi precipitosamente ridislocate a sud, mentre il 10º artiglieria dell'esercito danese era arrivato a mezzogiorno ed era stato posizionato sulla sponda occidentale dello Schlei (tuttavia, la batteria non avrebbe giocato alcun ruolo significativo nella battaglia).
Per ridurre il fuoco sul bastione B, una compagnia del 18º reggimento cercò immediatamente di respingere i fucilieri prussiani approfittando della copertura delle palizzate di fronte al bastione, ma l'assalto fu respinto dal fuoco di sbarramento delle posizioni prussiane.
La fanteria prussiana iniziò quindi una metodica avanzata verso i bastioni danesi, mentre gli obici prussiani vennero spostati in avanti in una posizione a 700 metri dai bastioni stessi. Tre dei cannoni danesi nel bastione B furono messi fuori combattimento, ma la maggior parte dei proietti prussiani cadde oltre le posizioni danesi colpendo il villaggio dove la maggior parte degli edifici prese fuoco. Nelle loro posizioni esposte, anche gli obici prussiani soffrirono pesantemente il fuoco nemico. Era evidente, ormai, che i prussiani stessero preparando un assalto generale alle fortificazioni danesi. I molteplici tentativi da parte della fanteria prussiana di organizzarsi per un assalto e avanzare attraverso il terreno aperto di fronte alle fortificazioni furono tuttavia accolti da colpi a mitraglia e dal fuoco di infilata provenienti dai bastioni danesi, costringendo i prussiani a ritornare verso la precedente posizione di copertura o a rimanere a terra. La fanteria prussiana fu comunque in grado di avanzare verso la costa dello Schlei sul fianco destro delle posizioni danesi; ma anche qui un intenso fuoco di moschetto da parte della fanteria danese respinse l'attacco.
Ormai un assalto generale prussiano era atteso da un momento all'altro. Per rispondere alla minaccia prevista, due cannoni furono spostati dalla riva occidentale e riposizionati per coprire la strada centrale di Mysunde. Alla fanteria danese fu quindi ordinato di prepararsi per un contrattacco alla baionetta nel caso i prussiani avessero raggiunto le fortificazioni.
Di fronte alla decisa resistenza danese, tuttavia, i prussiani decisero di ritirarsi. Era evidente che l'unico modo per prendere Mysunde sarebbe stato attraverso un attacco frontale sulla posizione e, nonostante i prussiani avessero probabilmente la necessaria superiorità numerica per avere successo, il "conto del macellaio" sarebbe stato molto salato, un risultato inaccettabile per l'alto comando prussiano in questo conflitto politicamente sensibile. Alle 16:00 le forze prussiane cominciarono a indietreggiare.

## L'epilogo
Nella battaglia l'esercito danese perse 9 ufficiali e 132 coscritti tra morti o feriti, mentre i Prussiani lamentarono la perdita di 12 ufficiali e 187 uomini di truppa. La maggior parte delle perdite prussiane si registrarono nel battaglione fucilieri del 15º reggimento (60 uomini) e nel 2º battaglione del 60º reggimento (40 uomini). Fu concordata una tregua per seppellire i morti e recuperare i feriti. La tregua permise ai prussiani di disimpegnare una compagnia di circa 100 uomini che erano avanzati troppo lontano e che ora si trovavano precariamente posizionati troppo vicino alle linee danesi. La loro fuga, favorita dalla tregua, fece infuriare i soldati danesi, anche se anche li divertì vedere i prussiani "(...) in fuga più in fretta che potevano".
L'esercito prussiano era stato respinto, ma il principe Carl Friedrich tentò di trasformare la sconfitta in un'azione positiva, sottolineando la difficoltà del terreno e lodando il valore dei suoi uomini. La battaglia era stata importante perché era stato il primo test del nuovo esercito prussiano dopo le riforme di Albrecht Graf von Roon, Edwin von Manteuffel e Helmuth von Moltke. Anche se sconfitte, alla fanteria e all'artiglieria prussiana fu riconosciuto di aver ottenuto buoni risultati durante i combattimenti.
Per i danesi, il successo nella difesa della posizione impedì l'accerchiamento e l'intrappolamento del loro esercito a Danevirke. La vittoria potenziò il morale sia delle truppe che dell'opinione pubblica ma purtroppo rafforzò anche l'errata percezione di Danevirke come linea di difesa impenetrabile. Di conseguenza questa vittoria aumentò l'indignazione sentita dal popolo danese quando solo quattro giorni dopo, il generale de Meza ordinò all'esercito danese di ritirarsi da Danevirke. Dopo il licenziamento di De Meza, il generale Gerlach, che aveva avuto il comando della 1ª divisione a difesa di Mysunde, assunse riluttante il comando generale dell'esercito danese.